# Adolfo Van Praet
Adolfo Van Praet é um município da La Pampa, na Argentina.